# 朝長慎三
朝長 慎三（ともなが しんぞう、1848年（嘉永元年1月） - 1921年（大正10年）1月23日）は、日本の政治家、衆議院議員（2期）。

## 経歴
長崎県出身。代言人となり、長崎市会議員、同議長、長崎新報社社長となる。
1890年の第1回衆議院議員総選挙において長崎2区から自由党公認で立候補して当選する。1892年の第2回衆議院議員総選挙で再選した。1894年の第3回衆議院議員総選挙には出馬しなかった。1921年に死去した。